# Marcenat (Allier)
Marcenat ist eine französische Gemeinde mit 376 Einwohnern (Stand: 1. Januar 2022) im Département Allier in der Region Auvergne-Rhône-Alpes (vor 2016 Auvergne). Sie gehört zum Arrondissement Vichy und ist Mitglied im Gemeindeverband Communauté de communes Saint-Pourçain Sioule Limagne. Die Bewohner werden Marcenatois und Marcenatoises genannt.

## Geografie
Marcenat liegt etwa 38 Kilometer südlich von Moulins und 13 Kilometer nordnordwestlich von Vichy am Allier, der die Gemeinde im Osten begrenzt. Umgeben wird Marcenat von den Nachbargemeinden Paray-sous-Briailles im Norden, Créchy im Nordosten, Billy im Osten, Saint-Rémy-en-Rollat im Süden, Saint-Didier-la-Forêt im Westen sowie Loriges im Nordwesten.
Auf dem Gemeindegebiet von Billy befand sich der Haltepunkt Billy-Marcenat an der Bahnstrecke Moret-Veneux-les-Sablons–Lyon-Perrache, welcher heutzutage nicht mehr bedient wird.

## Geschichte
Im Jahr 1831 wurden die ehemals selbständigen Gemeinden Le Lonzat (1793 Lelouzas) und Villaines (1801 Villeme) zur neuen Gemeinde Marcenat-sur-Allier vereinigt, die später den Namen Marcenat erhielt.

## Bevölkerungsentwicklung
| Jahr                       | 1962 | 1968 | 1975 | 1982 | 1990 | 1999 | 2006 | 2011 | 2018 |
| Einwohner                  | 382  | 359  | 291  | 349  | 330  | 303  | 354  | 370  | 407  |
| Quellen: Cassini und INSEE |      |      |      |      |      |      |      |      |      |

## Sehenswürdigkeiten
- Kirche Saint-Martin
- Schloss Le Lonzat, Sitz bzw. Residenz von Marschall Pétain während des Vichy-Régimes

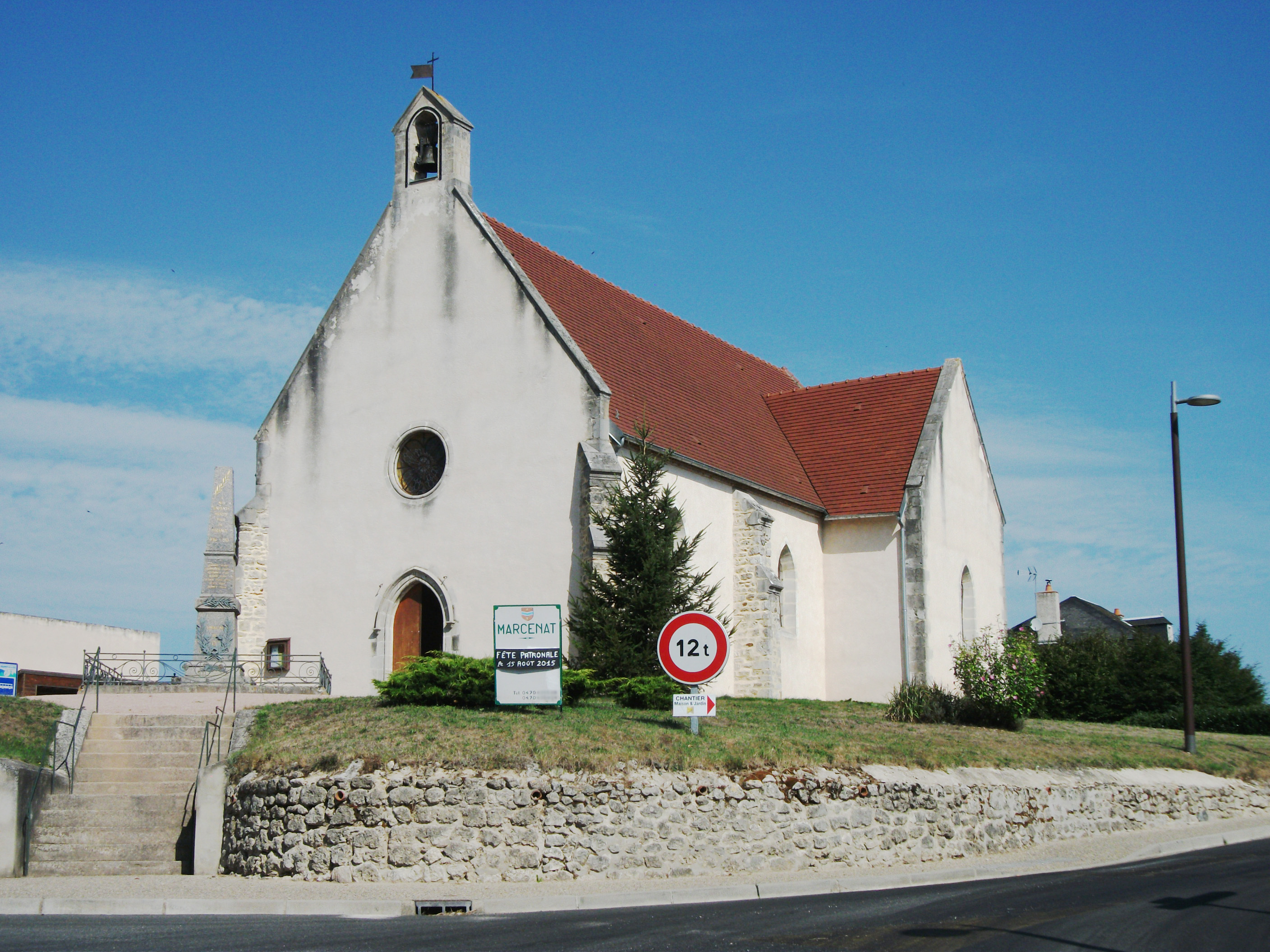
Kirche Saint-Martin